# كرايغ غودوين
كرايغ غودوين (بالإنجليزية: Craig Goodwin)‏ هو لاعب كرة قدم بريطاني، ولد في 12 فبراير 1974 في ريكسهام في المملكة المتحدة. لعب مع نادي تشستر سيتي.